# ブライアン・フレージャー
ブライアン・フレージャー（英語: Brian Frasure、1973年2月2日 - ）は、アメリカ合衆国ノースカロライナ州のメイデン出身の義足の男子陸上選手。また、義足の製作技術を持っており引退後はこの道を進むことを決めている。
10代のころから高い運動能力を誇っており、メイデン高校在籍時にはハードル競技はおろか、陸上競技をやっていなかったにもかかわらず、最高学年時には州選手権の300mハードルで決勝進出を果たした。その功績からノースカロライナ州立大学に招かれ、陸上競技を始めることになる。
しかし大学2年だった時に友人と貨物列車に飛び乗ろるゲームをしていたところ手が滑って列車に巻き込まれ、左足をひざ下から失ってしまった。
その後は義足の陸上選手として競技に出場し始め、1996年にはアトランタで開催されたU.S.パラリンピックトライアルズ走り幅跳びで5.89mの世界記録を打ち立て優勝、100mと200mでもそれぞれ銀メダルを獲得し、以後様々な大会で短距離走を中心に優勝を果たす。
1999年にはシドニーで開催されたサザンクロスゲームスで11秒33で100mの世界記録を樹立する。翌年には同地で開催されたシドニーオリンピックに出場、100mでは同じアメリカのマーロン・シャーリーに敗れるものの2位で銀メダルを獲得し、200mでも銀メダルを獲得した。
しかし、試合後筋肉増強剤の一種であるナンドロロンに陽性反応が見られメダルをはく奪された。その後は栄養剤に筋肉増強剤が含まれていたことを認め、国際パラリンピック委員会からも出場停止期間の短縮により2004年にはアテネパラリンピックへと出場を認められる。
そのアテネでは100mでアメリカのマーロン・シャーリーに再び敗れ銀メダル、200mでは世界記録を樹立した南アフリカのオスカー・ピストリウスとアメリカのマーロン・シャーリーに阻まれ銅メダルに終わった。しかし4x100mではダニー・アンドリューズ、ケイシー・ティッブス、ラフュー・リードと共に金メダル、4x400mではケイシー・ティッブスの代わりにライアン・ファンが加わり世界記録を樹立して金メダルを獲得した。
2008年にも北京パラリンピックに出場しており、100mではオスカー・ピストリウス、マーロン・シャーリーをまたもや超えることができず銅メダルに終わる。4x100mではジム・ボブ・ビッゼル、ジェローム・シングルトン、ケイシー・ティッブスと共に金メダルを獲得し、再び世界記録を塗り替えた。